# Беране (футбольний клуб)
ФК «Беране»  (чорн. FK Berane, ФК Беране) — чорногорський футбольний клуб з однойменного міста. Виступає у Другій лізі чемпіонату Чорногорії. Заснований 1920 року. Домашні матчі проводить на стадіоні «Градскі».

## Історія
Клуб за часи існування змінив кілька назв: «Іка», «Раднічкі», ФК «Іванград» (за часів СФРЮ). У 1992 році разом із поверненням місту історичної назви був перейменований і клуб.
| Сезон   | Ліга       | Місце |
| ------- | ---------- | ----- |
| 2006-07 | Перша ліга | 12    |
| 2007-08 | Друга ліга | 4     |
| 2008-09 | Друга ліга | 1     |
| 2009-10 | Перша ліга | 11    |
| 2010-11 | Друга ліга | 3     |
| 2011-12 | Перша ліга | 11    |
| 2012-13 | Друга ліга | 7     |
| 2013-14 | Друга ліга | 2     |
| 2014-15 | Перша ліга | 12    |
| 2015-16 | Друга ліга | 5     |